# Summer Jam
Pour la chanson de R.I.O. voir Summer Jam
Singles de The Underdog Project
Tonight
(2000)
Pistes de It Doesn't Matter
Vibin
(2)
Summer Jam est une chanson du groupe The Underdog Project sortie le 14 novembre 2000 sous le label Polygram. 1er single extrait de l'album studio It Doesn't Matter, la chanson a été écrite par Vic Krishna, Christoph Brüx, Toni Cottura, Craig Scott Smart, Stephan Browarczyk, Shahin Moshirian et produite par Toni Cottura. Summer Jam a rencontré un grand succès en Europe, le single s'est classé 3e en Allemagne, numéro 1 dans les 2 parties de la Belgique et numéro un aux Pays-Bas. La chanson est sortie un an après au Royaume-Uni en 2001, une réédition sort également en 2003 crédité sous "The Underdog Project Vs. Sunclub - Summer Jam 2003". La version 2003, se classe dans le hit-parade français et atteint la 3e place du Top 50.

Summer Jam 2003 sample le morceau Fiesta (de los Tamborileros) de The Sunclub paru en 1996.

## Crédits et personnels
Auteur/compositeur(s) : Vic Krishna, Christoph Brüx, Toni Cottura, Craig Scott Smart, Stephan Browarczyk, Shahin Moshirian

## Liste des pistes
Summer Jam 2000
CD single -  Allemagne
1. "Summer Jam" (original radio edit)
2. "Summer Jam" (2-step radio edit)
3. "Summer Jam" (accapella)
4. "Summer Jam" (Dennis The Menace club mix)

Summer Jam 2003
CD single
1. "Summer Jam 2003" (DJ F.R.A.N.K.'s summermix radio version) — 3:48
2. "Summer Jam 2003" (DJ Hardwell bubbling mix / F edit) — 3:40

CD single
1. "Summer Jam 2003" (DJ F.R.A.N.K.'s summermix radio version) — 3:48
2. "Summer Jam 2003" (DJ F.R.A.N.K.'s summermix extended Version) — 5:08
3. "Summer Jam 2003" (DJ hardwell bubbling mix) — 5:08

12" maxi
1. "Summer Jam 2003" (dubaholics wailing mix) — 5:16
2. "Summer Jam 2003" (original extended mix) — 4:30
3. "Summer Jam 2003" (free heads mix) — 6:30
4. "Summer Jam 2003" (free heads dub)

## Classements et certifications
| Classement (2000)                       | Meilleure position |
| --------------------------------------- | ------------------ |
| Autriche (Ö3 Austria Top 40)            | 10                 |
| German Singles Chart                    | 3                  |
| Italie (FIMI)                           | 17                 |
| Suisse (Schweizer Hitparade)            | 17                 |
| Classement (2003)1                      | Meilleure position |
| Belgique (Flandre Ultratop 50 Singles)  | 1                  |
| Belgique (Wallonie Ultratop 50 Singles) | 1                  |
| Danemark (Tracklisten)                  | 2                  |
| Pays-Bas Dutch Top 40                   | 1                  |
| France (SNEP)                           | 3                  |
| Allemagne Classement single             | 86                 |
| Suède (Sverigetopplistan)               | 36                 |
| Suisse (Schweizer Hitparade)            | 24                 |
| Royaume-Uni UK Singles Chart            | 14                 |

| Classement (2003)                     | Position |
| ------------------------------------- | -------- |
| Belgique (Flandre) classement single  | 1        |
| Belgique (Wallonie) classement single | 2        |
| Pays-Bas Top 40                       | 1        |
| France classement single              | 30       |

| Pays      | Certification | Date             | Ventes certifiés |
| --------- | ------------- | ---------------- | ---------------- |
| Belgique  | Platine       | 19 juillet 2003  | 40,000           |
| France    | Diamant       | 18 décembre 2003 | 500,000          |
| Allemagne | Or            | 2000             | 150,000          |